# Kinesisk postromanisering

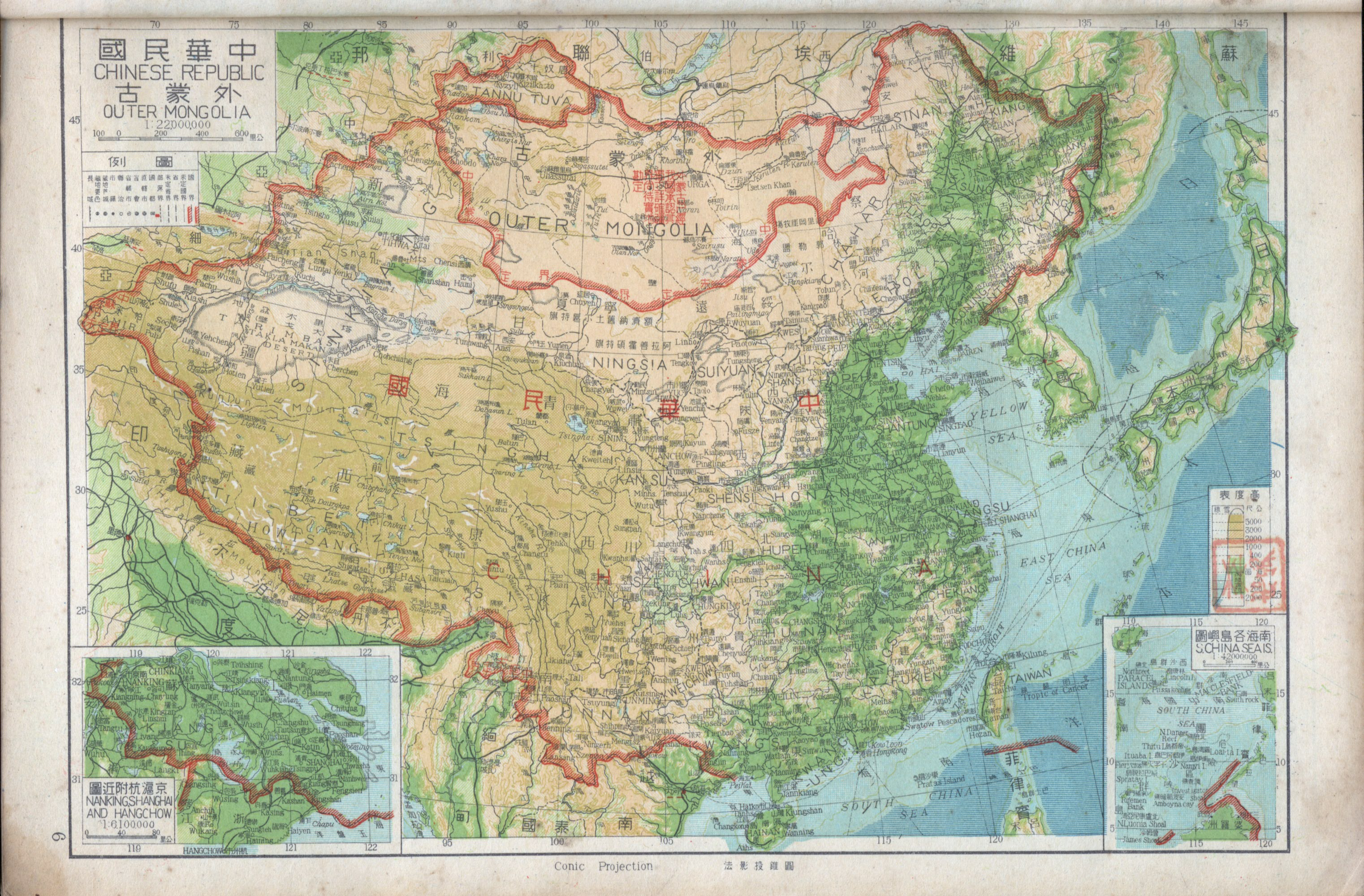
Officiell kinesisk postkarta från 1947.

Kinesisk postromanisering, eller Chinese Postal Map Romanization (kinesiska: 郵政式拼音; pinyin: Yóuzhèngshì pīnyīn), är ett romaniseringssystem för kinesiska ortnamn som kom i bruk under den sena Qingdynastin. Det blev officiellt godkänt på en kejserlig postkonferens (帝國郵電聯席會議) som hölls i Shanghai våren 1906. Postromaniseringen förblev normerande på västerländska kartor långt in på 1900-talet och trängdes inte ut av pinyin förrän efter 1979, då Folkrepubliken Kinas regering gjorde detta obligatoriskt i alla engelskspråkiga publikationer.
Systemet byggde på det då rådande romaniseringssystemet Wade-Giles, men tog också hänsyn till hävdvunna europeiska stavningssätt, kinesiska dialektala uttal och historiska uttal av ortnamn.
Huvudavvikelserna från Wade-Giles var bland annat:
- Det nästan fullständiga utelämnandet av diakritiska tecken och accenter.
- Chi, ch'i och hsi (pinyin ji, qi, och xi) återgavs som antingen tsi, tsi och si, eller som ki, ki och hi  beroende på historiska uttal som till exempel:
  - Peking (Pei-ching, Beijing)
  - Tientsin (T'ien-chin, Tianjin)
  - Tsinan (Chi-nan, Jinan)
- Om den inte är den enda vokalen i en stavelse blir u Wade-Giles  i stället w:
  - Ankwo (An-kuo, Anguo)
  - Chinchow (Chin-chou, Jinzhou)
- Si motsvarar ofta xi i pinyin:
  - Kwangsi (Guangxi), Sian (Xi'an), Sinkiang (Xinjiang), Shansi (Shanxi) och Sining (Xining)
- Ortnamn i Guangdong, Guangxi och Fujian romaniserades ofta utifrån lokala dialekter, som hakka, kantonesiska och minnan-dialekterna:
  - Amoy (Hsia-men, Xiamen)
  - Swatow (Shan-t'ou, Shantou)
  - Quemoy (Chin-men, Jinmen)
- Populära innarbetade europeiska ortnamn behölls, i synnerhet i de gamla fördragshamnarna:
  - Canton (Kuang-chou, Guangzhou)

Andra ortografiska egenheter var: 
- hs- blev sh- eller -s, till exempel Kishien (från Chi-hsien)
- -ê (schwa) och  -ei blev båda -eh, till exempel Chengteh (från Ch'eng-te') och Pehkiao (från Pei-ch'iao). -ê kunde ibland återges -e eller -ei.
- avslutande u blir ibland-uh, t.ex. Wensuh (från Wen-su)